# 索圖布阿省
索圖布阿省（Sotouboua Prefecture），是多哥的30個省份之一，位於該國中部，由中部區負責管轄，首府設於索圖布阿，面積4,487平方公里，2010年人口158,425，人口密度每平方公里35.3人。